# Cavalo de frisa

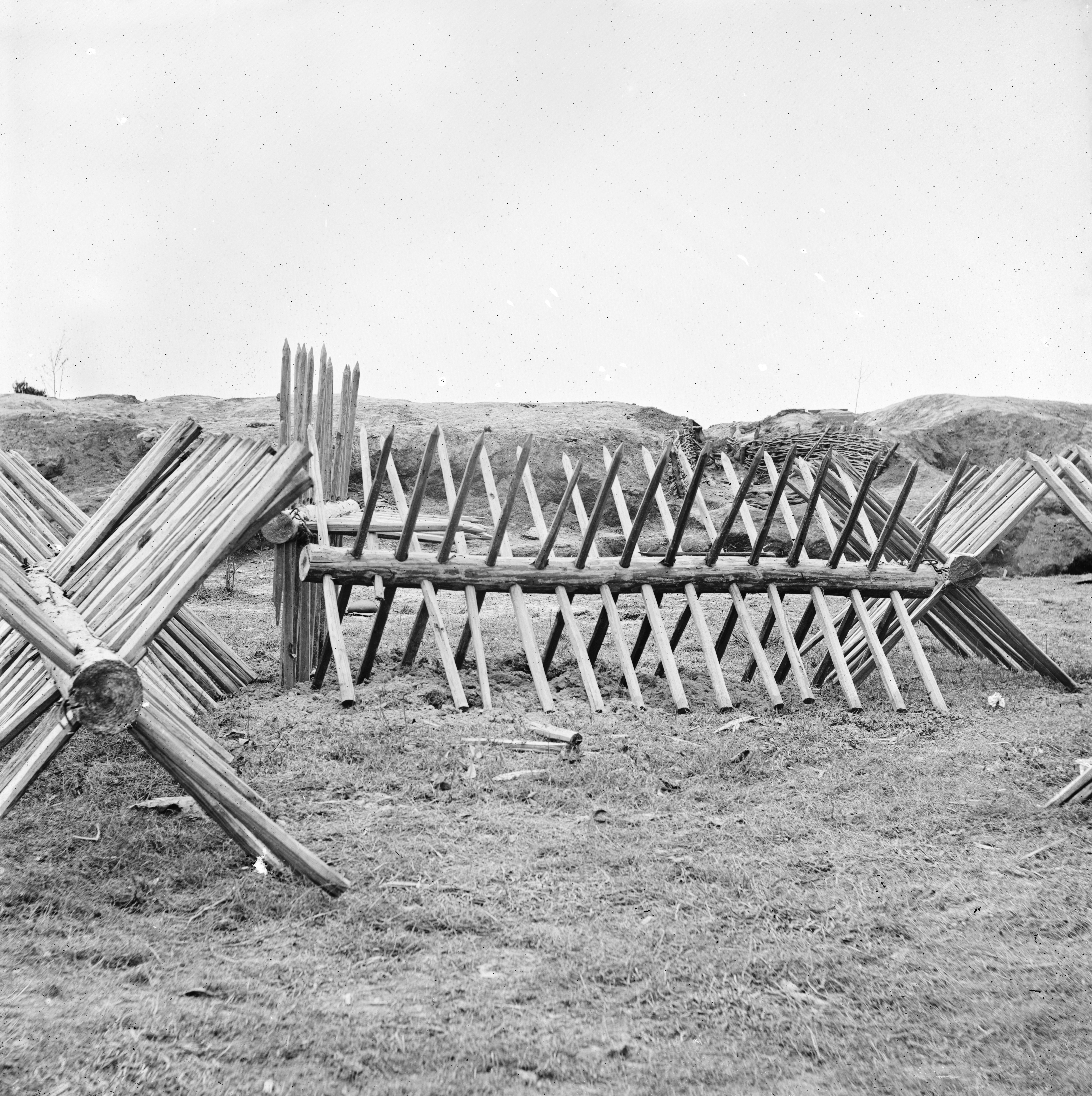
Cavalos de frisa, usados na Guerra Civil Americana.

O cavalo de frisa é um tipo de obstáculo defensivo, de origem medieval, que consiste numa estrutura portátil (a maioria das vezes, um simples barrote) coberto por diversos espigões longos de ferro ou de madeira. Por vezes, os espigões eram substituídos por lanças.
Os cavalos de frisa destinavam-se a ser usados como obstáculos anti-cavalaria, mas podiam ser movidos rapidamente para bloquear uma brecha em outra barreira. Mantiveram-se em uso até serem substituídos por barreiras de arame farpado, no final do século XIX.

## Etimologia
O termo "cavalo de frisa", vem do francês "cheval de frise" - que também é, ocasionalmente usado na Língua Portuguesa - significando "cavalo da Frísia". A razão desta designação poderá ter origem na Guerra dos Oitenta Anos, na qual, os Neerlandeses, praticamente não dispondo de cavalos reais, utilizaram cavalos de frisa para fazer frente à cavalaria espanhola. Talvez seja essa, também, a razão pela qual o cavalo de frisa é conhecido pela designação "cavaleiro espanhol" na Alemanha, Escandinávia e outros países. Em Portugal, durante a Guerra da Restauração, o cavalo de frisa era conhecido por "cavalinho de pau".

## Utilização

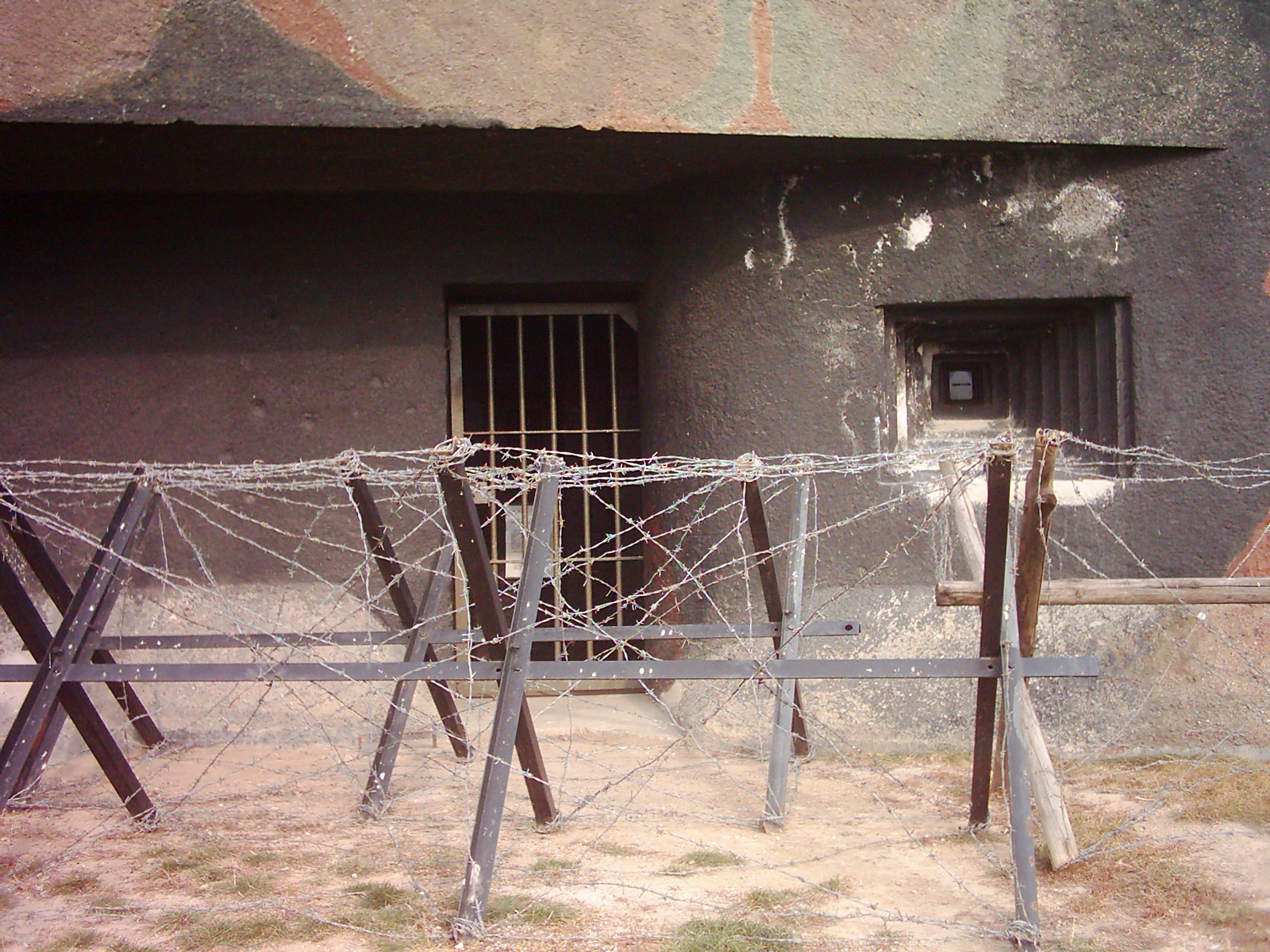
Cavalos de frisa em arame farpado, protegendo uma fortificação da Segunda Guerra Mundial.

O objetivo dos cavalos de frisa era, originalmente, o de parar as cargas de cavalaria. com o tempo, contudo, também se revelou eficaz contra a infantaria - sendo o precursor do arame farpado da Primeira Guerra Mundial - e na defesa de posições fortificadas.
Acredita-se que uma forma primitiva de cavalo de frisa, tinha sido já usada pelos Romanos, constituída por uma trave com quatro espigões em cada extremo. A teoria baseia-se na descoberta de vários vales - estacas de pontas afiadas, com o centro mais delgado - que se poderiam unir para formar cavalos de frisa. Estes poderiam ser o euricius ("ouriço" em Latim), mencionado por Júlio César e por Salústio.
Na Primeira Guerra Mundial, generalizou-se a utilização de um tipo de cavalos de frisa onde os espigões foram substituídos por arame farpado. Este tipo de cavalos de frisa continua a ser utilizado na atualidade.

## Variações
Durante a Guerra da Independência dos Estados Unidos, o coronel Robert Erskine projetou uma versão antinavio do cavalo frisa, como meio de evitar que os navios britânicos penetrassem no rio Hudson. O engenho não chegou a ser usado no Hudson, mas engenhos semelhantes foram usados no rio Delaware, perto de Filadélfia.
Uma variação do cavalo de frisa é o ouriço checo, desenvolvido pelos Checoslovacos antes da Segunda Guerra Mundial, para proteção da sua fronteira com a Alemanha. O ouriço checo é um obstáculo anticarro, normalmente composto por três carris, cruzados de forma a formarem uma figura de seis espigões. O ouriço checo poderia ser, parcialmente, enterrado na terra ou numa base de betão, além de poder ser minado. Mais tarde, milhões de ouriços checos iriam ser colocados pelos Alemães, ao longo da Muralha do Atlântico, semienterrados na areia, com o objetivo de atrasar o desembarque de tropas mecanizadas, tornando-as alvos fáceis para as metralhadoras e artilharia de costa.